# A11 (míssil)

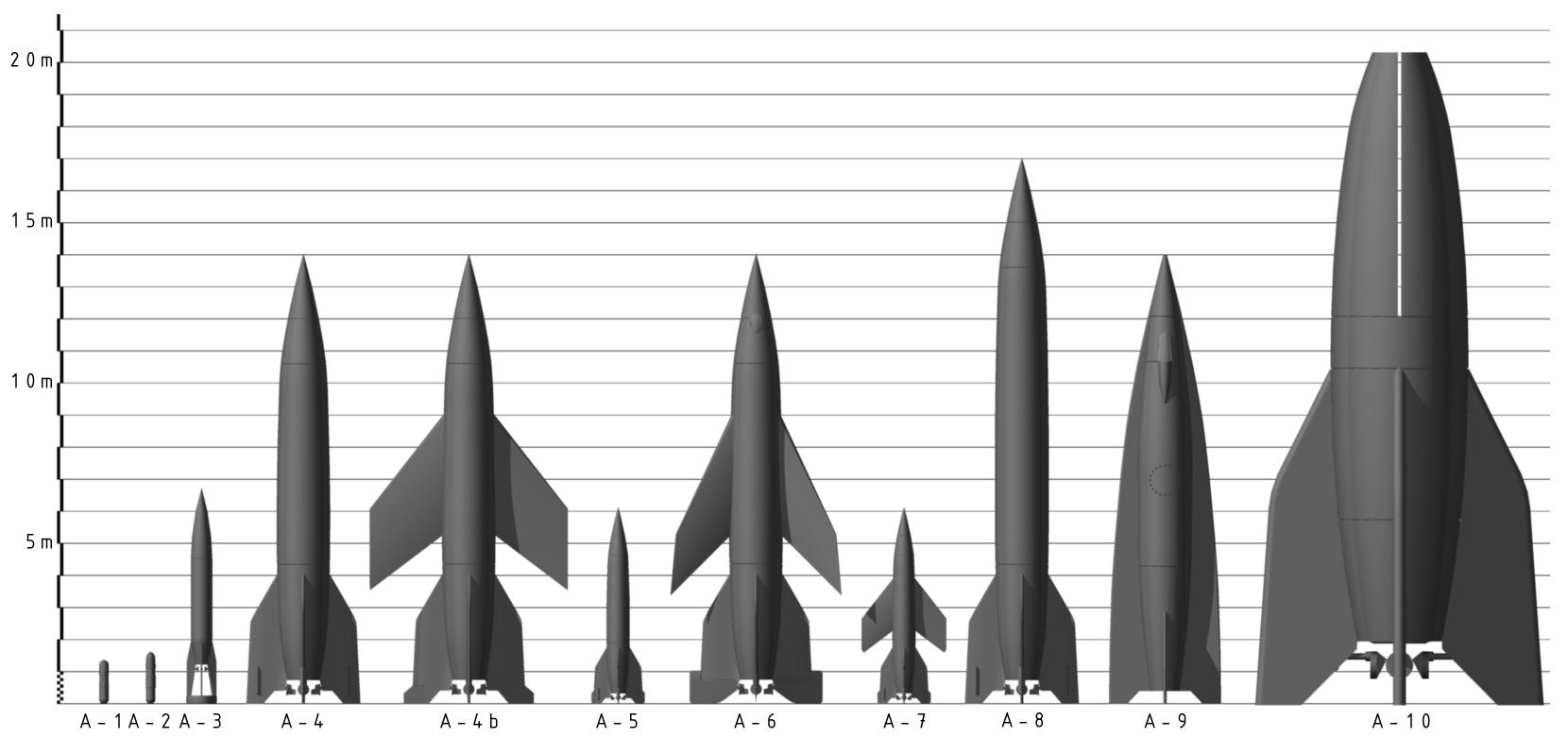
Primeiros foguetes da família A.

Agregado-11, em alemão: Aggregat-11, literalmente Agregado-11, ou simplesmente Montagem-11, foi a designação de um projeto da série Aggregat, foi um míssil que, junto com os A-10 e A-9, possuía o potencial de lançar uma carga de satélite. Entretanto, a conclusão da guerra eliminou os esforços para que esta arma fosse desenvolvida ou lançada.

## Parâmetros do A-11 planejado
O A-11 deveria ter um peso na decolagem de 500 toneladas, um impulso de 1 200 000 kgf (11,8 MN) e um impulso no vácuo de 1 400 000 kgf (14 MN), possuía um diâmetro de 8,10 m, uma envergadura de 16,50 m e um comprimento de 25,00 m.